# Spilosmylus lineatocollis
Spilosmylus lineatocollis är en insektsart som först beskrevs av Robert McLachlan 1870.
Spilosmylus lineatocollis ingår i släktet Spilosmylus och familjen vattenrovsländor. Inga underarter finns listade i Catalogue of Life.